# Борис Ігор Володимирович
І́гор Володи́мирович Борис (нар. 4 травня 1983; Дрогобич — пом. 11 липня 2014; Зеленопілля, Свердловський район, Луганська область) — навідник зенітно-артилерійського взводу 2-го механізованого батальйону 24-ї Залізної імені князя Данила Галицького окремої механізованої бригади (Яворів) Сухопутних військ Збройних сил України. Кавалер ордена «За мужність» ІІІ ступня (14.03.2015; посмертно).

## Життєпис
Ігор Борис народився 4 травня 1983 року в місті Дрогобич Львівської області. Закінчив загальноосвітню школу № 5 міста Дрогобич, а у 2001 році — Вище професійне училище № 19 міста Дрогобич. У віці 14 років почав серйозно займатися спортом, якому присвятив усе своє життя.
Проходив строкову військову службу в лавах Збройних Сил України. Служив у 80-му окремому аеромобільному полку Аеромобільних військ Сухопутних військ Збройних Сил України (військова частина А0284; місто Хирів Старосамбірського району Львівської області).
У 2009 році Ігор Борис виконав норматив майстра спорту з пауерліфтингу (офіційний результат 245 кг в жимі лежачи). Неодноразово брав участь у чемпіонатах України.
Взимку 2013—2014 років Ігор Борис перебував на Майдані Незалежності в Києві, де був активним учасником Революції гідності.
Навесні 2014 року Ігор Борис мобілізований до лав Збройних Сил України. Служив у 24-ій Залізній імені князя Данила Галицького окремій механізованій бригаді Сухопутних військ Збройних Сил України (військова частина А0998; місто Яворів Львівської області).
З літа 2014 року Ігор Борис брав участь в антитерористичній операції на сході України.
Ігор Борис похований 18 липня 2014 року на Алеї Слави Поля Скорботи міста Дрогобич.
Залишились дружина, донька Поліна та син Максим.

## Обставини загибелі
11 липня 2014 року в районі села біля Зеленопілля Луганській області близько 4:30 годин ранку російсько-терористичні угрупування обстріляли з РСЗВ «Град» блокпост українських військовиків, внаслідок обстрілу загинуло 36 військовослужбовців (30 військовослужбовців ЗСУ і 6 прикордонників), серед них і Ігор Борис.

## Нагороди
За особисту мужність і героїзм, виявлені у захисті державного суверенітету та територіальної цілісності України, вірність військовій присязі під час російсько-української війни нагороджений орденом «За мужність» III ступеня (14.03.2015; посмертно).

## Вшанування пам'яті
- 22 грудня 2014 року в Дрогобичі на фасаді будівлі Вищого професійного училища № 19 (вулиця Михайла Грушевського, 59), де навчався Ігор Борис, йому відкрито меморіальну дошку.
- 10 травня 2015 року в Дрогобичі відділ фізичної культури та спорту виконкому міськради спільно з Львівською обласною організацією Федерації пауерліфтингу України провели традиційний відкритий турнір з пауерліфтингу «Королі жиму», який присвятили пам'яті майстра спорту України з пауерліфтингу Ігоря Бориса[4].
- Почесний громадянин Дрогобича (31.5.2015: посмертно).